# Emil Wernsdorf Madsen
Emil Wernsdorf Madsen (født 1. januar 2001 i Svendborg) er en dansk håndboldspiller, der spiller for THW Kiel. Han har tidligere spillet for GOG i Herrehåndboldligaen. Han var med til at vinde det danske mesterskab i 2022 med klubben.
Madsen har spillet for GOG siden 2019/20-sæsonen, hvori han spillede flere sæsoner som andetvalg for Mathias Gidsel inden hans afgang i sommeren 2022. Herefter blev han førstevalg og en bærende kraft for ligaholdet. Han skrev i november 2020 under på tre-årig kontrakt med Skanderborg Håndbold, men valgte tre måneder efter i februar 2021 at ophæve kontrakten inden skiftet. Han forlængede i september 2022 med yderligere tre sæsoner.
Emil er desuden stor fan af det italienske fodboldikon Mario Balotelli og spiller derfor i nummer 45 i sin klub THW Kiel.